# Niemen Enigmatic
Niemen Enigmatic – polski zespół rockowy. Druga formacja, której liderem był Czesław Niemen.

## Historia
W lipcu 1969 roku w Bolonii nastąpiła zmiana nazwy zespołu Akwarele na Niemen Enigmatic. W wyniku reorganizacji, dokonanej wkrótce po powrocie Czesława Niemena i jego muzyków do kraju, w skład jego nowej grupy weszli: Tomasz Jaśkiewicz (ex- Akwarele; gitara), Janusz Zieliński (gitara basowa), Zbigniew Namysłowski (saksofon altowy, organy), Zbigniew Sztyc (ex- Akwarele; saksofon tenorowy) i Czesław Bartkowski (perkusja). Menedżerem artysty był wówczas Jerzy Bogdanowicz. W październiku dokonano rejestracji jego czwartego albumu, pt. Enigmatic. Płyta zawiera magnum opus Niemena, czyli Bema pamięci żałobny – rapsod do słów wiersza Cypriana Kamila Norwida pod tym samym tytułem. W jego nagraniu wzięli także udział: Michał Urbaniak, Alibabki i chór pod kier. Romualda Miazgi. Utwory z płyty ilustrował film w reżyserii Janusza Rzeszewskiego, zatytułowany Bema Pamięci Rapsod Żałobny (rok produkcji: 1969). Premiera obrazu miała miejsce 1 marca 1970 roku w warszawskiej Sali Kongresowej, podczas „Wiosennych muzykaliów” (reprezentacyjna impreza estradowa Polskiego Stowarzyszenia Jazzowego). 10 marca w Mediolanie podczas kolejnej włoskiej trasy koncertowej wokalisty muzycy nagrali The Best Man Cried z rep. Clyde’a McPhattera i She's Looking Good z rep. Wilsona Picketta – obydwie piosenki ukazały się na składance, pt. Le sette stelle dei complessi (CBS Italiana, 1970). 30 października 1970 roku Niemen wraz z zespołem wystąpił w ramach XIII Międzynarodowego Festiwalu Jazzowego Jazz Jamboree (w połowie utworu Człowiek jam niewdzięczny włączyli się czołowi polscy jazzmani: Z. Namysłowski, Janusz Muniak, Zbigniew Seifert, Tomasz Stańko, Tomasz Szukalski, M. Urbaniak, Bronisław Suchanek oraz Janusz Stefański). Ten prestiżowy występ artysty był pomysłem J. Bogdanowicza i Stanisława Cejrowskiego (PSJ). W listopadzie (12-24.11.1970) wokalista jeździł po kraju z cyklem koncertów, pt. Niemen przedstawia, podczas których promował włoską piosenkarkę Faridę. W składzie zespołu pojawił się wówczas już tylko w charakterze zaproszonego gościa Z. Namysłowski. Od grudnia 1970 do stycznia 1971 roku, muzycy nagrywali materiał na podwójny album, zatytułowany Niemen, od koloru okładki nazywany potocznie Czerwonym albumem (ukazał się w marcu 1971 roku). Skład grupy został poszerzony o: Jacka Mikułę (ex- Old Timers; pianino, organy; dołączył latem 1970), Janusza Stefańskiego (brał udział w nagraniu drugiego albumu winylowego wydania) oraz trzyosobowy chórek żeński, wywodzący się z zespołu Respekt (Krystyna Prońko, Zofia Borca, Elżbieta Linkowska; od jesieni 1970). Oprócz kompozycji Niemena i Jaśkiewicza Niemen Enigmatic utrwalił na płycie utwory: Namysłowskiego (Sprzedaj mnie wiatrowi – zagrał na flecie) i Mikuły (Enigmatyczne impresje). W sesji nie brał udziału Z. Sztyc, który przeszedł do zespołu Respekt. Wiosną 1971 roku nowym perkusistą został Andrzej Tylec (ex- Romuald i Roman). Wówczas grupa koncertowała, m.in. w: Londynie, na Festiwal Beatowym w Pradze, Finlandii (Turku Rock Festival), podczas IX Krajowego Festiwalu Piosenki Polskiej w Opolu (Jazzorama – wręczenie Złotej Płyty za album Enigmatic) i XI MFP w Sopocie oraz w NRD. W grudniu 1971 roku formacja Niemen Enigmatic stopniowo przeobrażała się w awangardową Grupę Niemen, w której przez krótki okres grali T. Jaśkiewicz i A. Tylec.

## Dyskografia

### Albumy
- 1970 – Enigmatic (Polskie Nagrania „Muza”)[8]
- 1971 – Niemen (Polskie Nagrania „Muza”)[8]
- 2015 – Live In Opole 1971 (New Music – Green Tree)[1]
- 2018 – On Stage 1970/1972 (zapis występu z XIII MFJ Jazz Jamboree’70) (New Music – Green Tree)[1]

### Kompilacje
- 1970 – Le sette stelle dei complessi (CBS Italiana)[7]
- 1970 – Na szkle malowane (Polskie Nagrania „Muza”)[13]